# Simpang (Glumpang Tiga)
Simpang is een bestuurslaag in het regentschap Pidie van de provincie Atjeh, Indonesië. Simpang telt 404 inwoners (volkstelling 2010).